# Minnesota State Colleges and Universities System
Das Minnesota State Colleges and Universities System (MnSCU) ist ein Verbund staatlicher Colleges und Universitäten im US-Bundesstaat Minnesota. Es ist unabhängig von der University of Minnesota.
Das System gibt es seit dem 1. Juli 1995, als nach einem Gesetzesbeschluss aus dem Jahre 1991 alle staatlichen Community Colleges, Technical Colleges und State Universities in einem Verbund zusammengefasst wurden. Heute gehören diesem 32 Einrichtungen in 47 Orten mit 54 Campus an. 25 Einrichtungen sind zweijährige Colleges und sieben Universitäten. Das jährliche Budget für alle Einrichtungen beträgt 1,8 Milliarden US-Dollar (Stand: 2007/08).

## State Universities
- Bemidji State University
- Minnesota State University, Mankato
- Minnesota State University Moorhead
- Metropolitan State University (Campus in Saint Paul und Minneapolis)
- Southwest Minnesota State University (Marshall)
- St. Cloud State University
- Winona State University